# Czasowiec

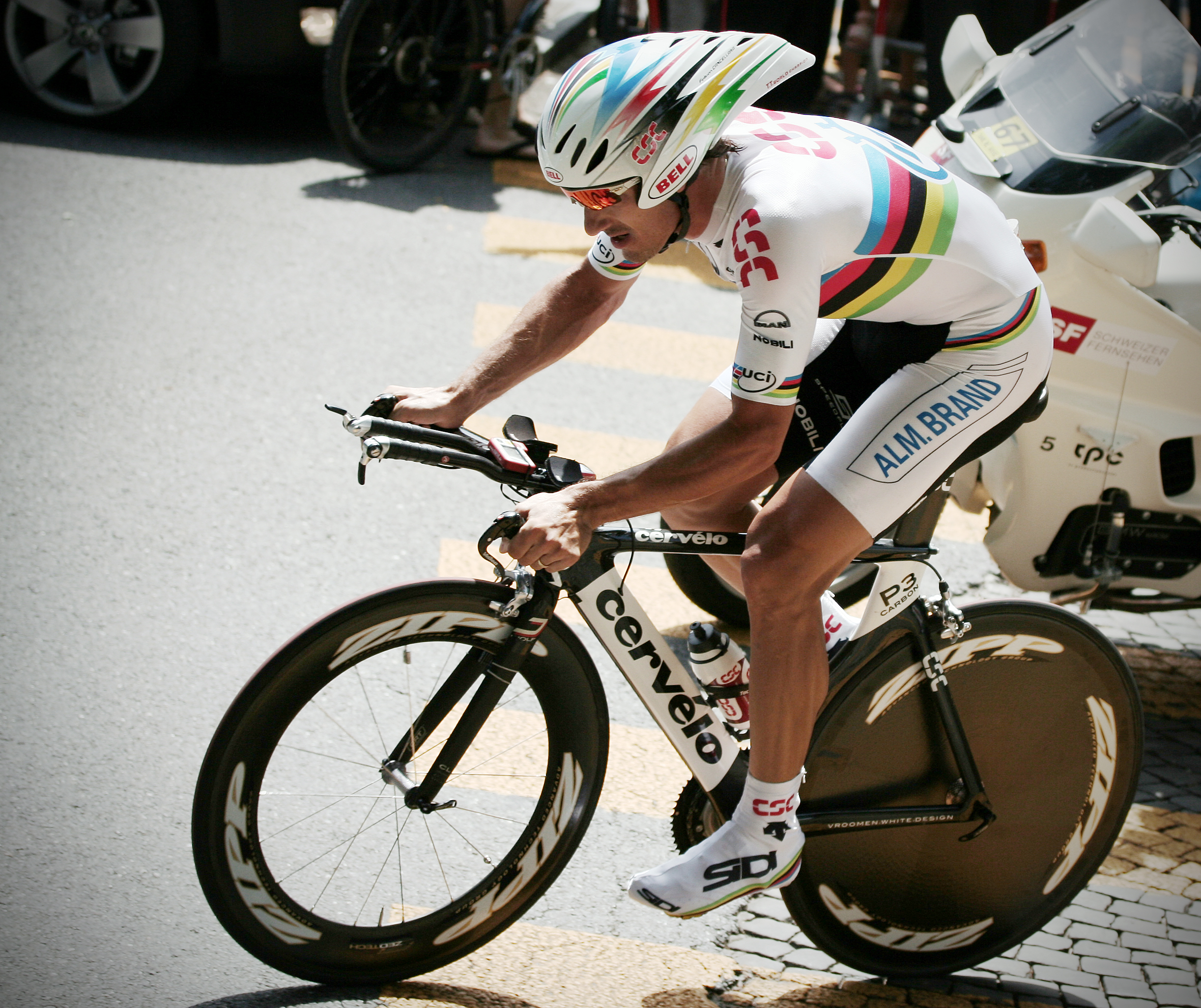
Fabian Cancellara na rowerze czasowym

Czasowiec – typ zawodnika w kolarstwie szosowym. Specjalizuje się w indywidualnej i drużynowej jeździe na czas.
Większość typowych czasowców należy do masywnych kolarzy, ich waga wynosi nawet od 70 do 78 kilogramów, przez co w górach często tracą w stosunku do znacznie lżejszych górali. Nie należą do najszybszych zawodników w stawce, jednak są w stanie generować stałą, wysoką moc przez długi czas (od 20 do 60 minut). Cechują się dużą pojemnością płuc i zdolnością długiego wytrzymywania w pozycji aerodynamicznej. 
Walczą przede wszystkim na etapach indywidualnej i drużynowej jazdy na czas. Czasowcy nie należą do głównych pretendentów do wygrywania długich wyścigów, ze względu na ich kłopoty w górach oraz niewielką liczbę etapów jazdy na czas na takich wyścigach (np. na wyścigach trzytygodniowych występują zazwyczaj jeden lub dwa etapy jazdy na czas), jednak niektórzy kolarze uznawani zarówno za przyzwoitych górali, jak i za bardzo dobrych czasowców, potrafili wygrywać takie wyścigi, dzięki przewadze zbudowanej na etapach jazdy na czas. Na etapach płaskich czasowcy są zwyczajowo pomocnikami w swojej drużynie i pracują na czele peletonu likwidując groźne odjazdy. 
Do czasów zaliczani są m.in.: Rohan Dennis, Stefan Küng, Fabian Cancellara, Alex Dowset, Lech Piasecki, Maciej Bodnar, Filippo Ganna, Edoardo Affini, Tobias Foss, Wout van Aert, Victor Campenaerts, Mathias Vacek, Tony Martin czy Joshua Tarling. Do zawodników uznawanych zarówno za czasowców, jak i dobrych górali, którzy odnosili znaczne sukcesy również poza jazdą na czas (tzw. all-rounderów) należą choćby: Jacques Anquetil, Eddy Merckx, Raymond Poulidor, Tony Rominger, Miguel Indurain, Bernard Hinault, Tom Dumoulin, Remco Evenepoel, Primoz Roglić czy Tadej Pogacar.